# Paracladopelma nigritulum
Paracladopelma nigritulum är en tvåvingeart som först beskrevs av Maurice Emile Marie Goetghebuer 1942.  Paracladopelma nigritulum ingår i släktet Paracladopelma, och familjen fjädermyggor. Arten är reproducerande i Sverige.